# Loxura fuscicauda
Loxura fuscicauda är en fjärilsart som beskrevs av Hans Fruhstorfer 1912. Loxura fuscicauda ingår i släktet Loxura och familjen juvelvingar. Inga underarter finns listade i Catalogue of Life.